# Busot
Busot è un comune spagnolo situato nella comunità autonoma Valenciana.
Vi si trovano le grotte chiamate Cuevas de Canelobre.